# Peugeot 308 Hybride HDi
O 308 Hybride HDi é protótipo híbrido elétrico da Peugeot, cujo motor a combustão interna é do ciclo diesel.